# Вулиця Олександра Лавренка
Вулиця Олександра Лавренка — вулиця в Холодногірському районі міста Харків.

## Опис
Починається від вулиці Полтавський Шлях поряд з інститутом танкових військ і йде перпендикулярно їй у північно-західному напрямку (700 м), повертаючи пізніше у північно-східному напрямку  — паралельно вулиці Полтавський Шлях (250 м). Громадський транспорт вулицею Кашуби не ходить. Поруч з нею — трамвайна зупинка «вулиця Кашуби» (маршрут № 3), а також зупинки маршрутного автотранспорту.
Поряд з вулицею розташовано інститут танкових військ, парк «Юність», глиняний кар'єр колишнього цегляного заводу у Залютинському яру.

## Історія
Початково носила назву вулиці Висотної, до якої примикав Висотний провулок. Рішенням Харківського міськвиконкому від 13 квітня 1983 року вони були об'єднані у вулицю, що отримала назву на честь Володимира Несторовича Кашуби, генерал-лейтенанта танкових військ, який у 1946—1950 роках очолював Харківське танкове училище. На вулиці встановлено пам'ятний знак Володимиру Кашубі.
29 квітня 2024 року вулиця перейменована з Кашуби на Олександра Лавренка на честь учасник війни на Сході України, Героя України Лавренка Олександра Миколайовича.

## Будівлі[3]
- Буд. № 2 — дев'ятиповерховий цегляний житловий будинок, побудований за проєктом 1-447С-42.
- Буд. № 2/1 — дев'ятиповерховий цегляний житловий будинок.
- Буд. № 3 — чотириповерховий цегляний житловий будинок.
- Буд. № 4 — триповерховий житловий будинок.
- Буд. № 5 — чотириповерховий цегляний житловий будинок.
- Буд. № 6 — триповерховий житловий будинок.
- Буд. № 7 — п'ятиповерховий цегляний житловий будинок, побудований за проєктом 1-424-11Д. У будівлі розміщено дошкільний навчальний заклад № 191.
- Буд. № 8 — будівля у промзоні.
- Буд. № 9 — двоповерховий цегляний житловий будинок, побудований за проєктом 1-207-5.
- Буд. № 10 — адміністративна будівля у промзоні.
- Буд. № 11 — чотириповерховий цегляний житловий будинок, побудований за проєктом 1-438-3.
- Буд. № 13 — п'ятиповерховий цегляний житловий будинок, побудований за проєктом 1-438-9.